# Tuc de Sanèla
El Tuc de Sanèla o bonh de Garòs és una muntanya de 2.178 metres que es troba entre els municipis de Naut Aran i de Vielha e Mijaran, a la comarca de la Vall d'Aran.